# Nicias Ribeiro
Nicias Lopes Ribeiro (Belém, 9 de maio de 1948 – Belém, 15 de setembro de 2017) foi um engenheiro elétrico, físico, matemático, professor e político brasileiro. Foi deputado federal pelo Pará por quatro mandatos.

## Biografia

### Primeiros anos e formação acadêmica
Filho de Nélson Pantoja Ribeiro e Nair Lopes Ribeiro, Nicias Ribeiro, nasceu em Belém, capital do estado do Pará, no ano de 1948. No contexto da Ditadura militar brasileira, envolveu-se como líder secundarista no Colégio Estadual Paes de Carvalho, filiando-se ao Movimento Democrático Brasileiro (MDB), o partido de oposição do governo ditatorial.
Ingressou na Universidade Federal do Pará (UFPA), onde formou-se no curso de engenharia elétrica no ano de 1974. Ao mesmo tempo, frequentou os cursos de matemática e física, tornando-se bacharel nas disciplinas em 1975. Durante a graduação, envolveu-se ativamente na militância política, participando de diversos centros acadêmicos da UFPA.

### Atuação
Trabalhou como engenheiro na Telecomunicações do Pará (TELEPARÁ) e na Embratel, também foi professor de física em nível médio, de colégios em Belém, incluindo o Colégio de Aplicação de UFPA.

## Vida pública
No ano de 1976, foi eleito vereador de Belém. Renunciou ao cargo em 1978, quando foi candidato a deputado estadual .do Pará, quando foi eleito após receber 7.1422 votos. Egresso do MDB e com o fim do bipartidarismo no Brasil, filiou-se ao Partido do Movimento Democrático Brasileiro (PMDB). Pelo PMDB, foi reeleito ao cargo, em 1982 e 1986.
Em 1990, foi eleito deputado federal pelo estado após angariar 19.580 votos. Como parlamentar, votou de maneira favorável ao impeachment de Fernando Collor. Reeleito em 1994, votou a favor da criação da Contribuição Provisória sobre Movimentação Financeira (CPMF).
Em meio ao seu segundo mandato em Brasília, no ano de 1997, deixou o PMDB após mais de dez anos e filiou-se ao Partido da Social Democracia Brasileira (PSDB), votando de maneira favorável à emenda da reeleição para Presidente, que permitiu a reeleição para presidência no país, legitimando que Fernando Henrique Cardoso, disputasse à reeleição. Filiado ao novo partido, foi reconduzido ao cargo em 1998 e 2002. Foi voz ativa na busca por justiça no caso da morte da ambientalista Dorothy Stang. Em 2006, foi suplente ao cargo de deputado federal.
Com mais de dez anos de partido, em 2008, tornou-se secretário-geral do PSDB. Em 2010, concorreu como primeiro suplente ao senado na chapa encabeçada pelo também tucano Flexa Ribeiro. Eleito suplente, disputou em 2014, uma vaga na câmara, porém, não foi eleito após receber 34.155 votos. Continuou sua militância na política ocupando cargos institucionais do PSDB do Pará.

### Desempenho eleitoral votos
| Ano  | Cargo                      | Partido | Votos     | Resultado  | Ref.   |
| ---- | -------------------------- | ------- | --------- | ---------- | ------ |
| 1976 | Vereador de Belém          | MDB     |           | Eleito     | [ 1 ]  |
| 1978 | Deputado estadual do Pará  | MDB     | 7.142     | Eleito     | [ 7 ]  |
| 1982 | Deputado estadual do Pará  | PMDB    | 16.757    | Eleito     | [ 7 ]  |
| 1986 | Deputado estadual do Pará  | PMDB    | 19.778    | Eleito     | [ 7 ]  |
| 1990 | Deputado federal pelo Pará | PMDB    | 19.580    | Eleito     | [ 7 ]  |
| 1994 | Deputado federal pelo Pará | PMDB    | 24.419    | Eleito     | [ 17 ] |
| 1998 | Deputado federal pelo Pará | PSDB    | 42.243    | Eleito     | [ 18 ] |
| 2002 | Deputado federal pelo Pará | PSDB    | 67.093    | Eleito     | [ 19 ] |
| 2006 | Deputado federal pelo Pará | PSDB    | 73.308    | Não eleito | [ 20 ] |
| 2010 | 1º suplente senado do Pará | PSDB    | 1.802.313 | Eleito     | [ 21 ] |
| 2014 | Deputado federal pelo Pará | PSDB    | 34.155    | Não eleito | [ 16 ] |

## Vida pessoal
Foi casado com Maria Cristina Pinto Ribeiro. O casal teve um filho.

### Morte
Nicias morreu em 2017, em um hospital particular em Belém, vitimado por uma doença pulmonar.